# Granatellus
Granatellus – rodzaj ptaków z rodziny kardynałów (Cardinalidae).

## Występowanie
Rodzaj obejmuje gatunki występujące w Ameryce – od Meksyku po Brazylię.

## Morfologia
Długość ciała 12–15 cm, masa ciała 8,8–12,5 g.

## Systematyka

### Etymologia
Nazwa rodzajowa pochodzi od słowa granatellus oznaczającego w nowoczesnej łacinie „mały granat” < zdrobnienie granatus oznaczającego w średniowiecznej łacinie „granat”.

### Gatunek typowy
Granatellus venustus Bonaparte

### Podział systematyczny
Rodzaj ten był dawniej umieszczany w rodzinie lasówek (Parulidae). Do rodzaju należą następujące gatunki:
- Granatellus venustus Bonaparte, 1850 – granatówka białosterna
- Granatellus sallaei (Bonaparte, 1856) – granatówka szarogardła
- Granatellus pelzelni P.L. Sclater, 1865 – granatówka czarnogłowa